# Chris Draper
Christopher James „Chris“ Draper (* 20. März 1978 in Sheffield) ist ein britischer Segler.

## Erfolge
Chris Draper nahm 2004 mit Simon Hiscocks in der 49er Jolle an den Olympischen Spielen in Athen teil. Sie schlossen die Regatta mit 77 Punkten auf dem dritten Rang ab und gewannen damit hinter den Spaniern Iker Martínez und Xabier Fernández und dem ukrainischen Duo Rodion Luka und Heorhij Leontschuk die Bronzemedaille. Bei Weltmeisterschaften gewannen sie zusammen fünf Medaillen: 2002 in Kāneʻohe, 2004 in Athen und 2005 in Moskau sicherten sie sich jeweils die Silbermedaille, während sie 2003 in Cádiz und 2006 in Aix-le-Bain Weltmeister wurden. 2004 und 2005 wurden sie auch gemeinsam Europameister, zudem gelang Draper nochmals 2010 der Titelgewinn bei den Europameisterschaften.
Draper war mehrfach mit Luna Rossa Teilnehmer beim Louis Vuitton Cup.